# Wifredo Ricart

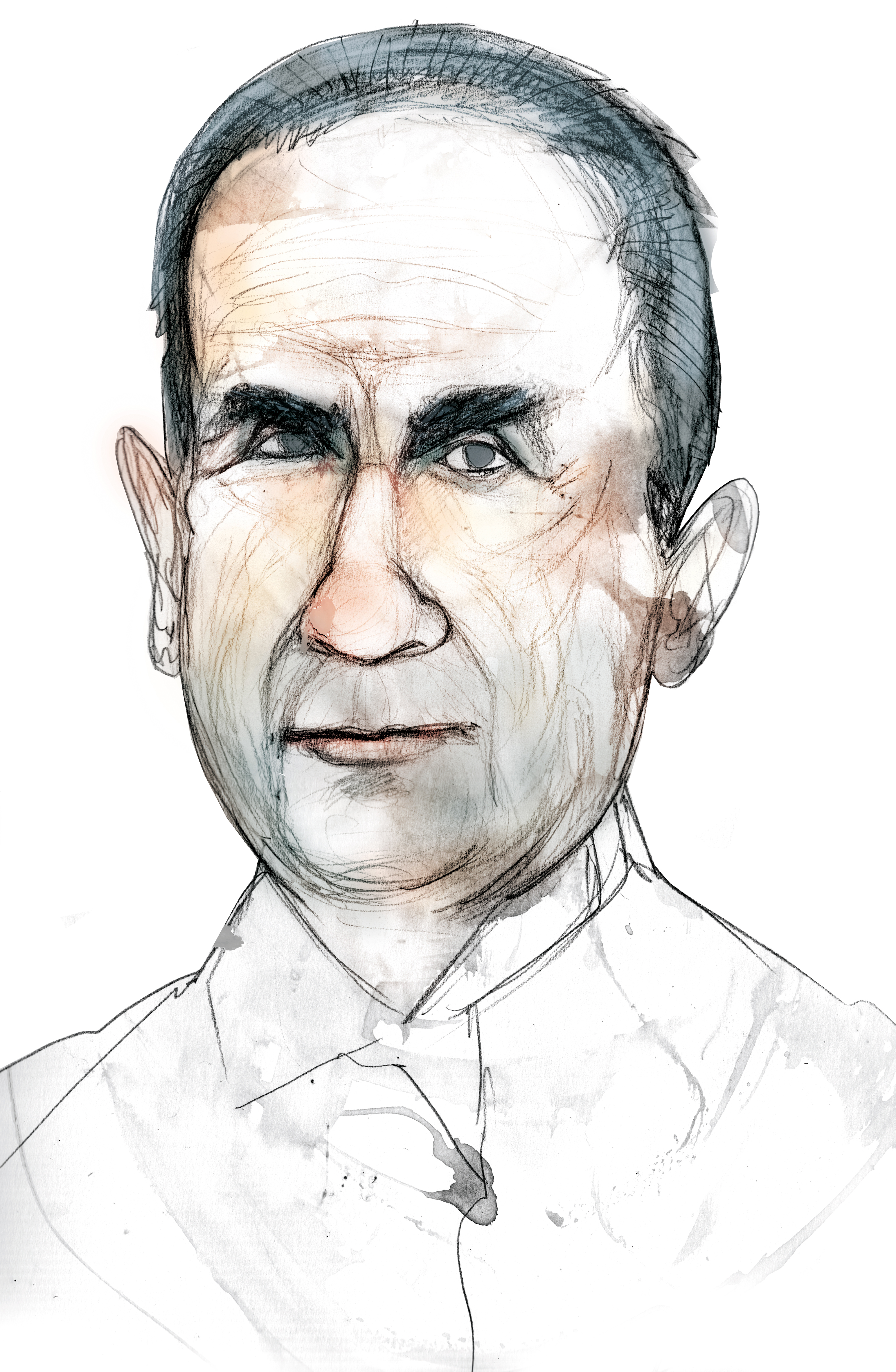
Wifredo Ricart

Wifredo Pelayo Ricart Medina, auch Wilfredo Ricart bzw. auf Katalanisch Vilfred Ricart, (* 15. Mai 1897 in Barcelona; † 19. August 1974 ebenda) war ein spanischer Automobil- und Flugzeugingenieur.
Seine Beiträge in der Konstruktion und Entwicklung von Flugzeugmotoren, Automobilen und Lastwagen waren über Spanien hinaus von außerordentlicher Bedeutung. Hervorzuheben sind seine Arbeiten für den Pegaso Z-102/103, für Alfa Romeo und ENASA.

## Leben und Wirken
Wifredo Pelayo Francesc de Borja Ricart i Medina war der Sohn von Josep Ricart Giralt, Leiter der Marineschule und schloss sein Ingenieurdiplom mit nicht einmal 21 Jahren ab.

### Automobilhersteller
Nach kurzer Tätigkeit für Vallet y Fiol kaufte er im Jahr 1920 nach dem Tod des Eigentümers das Unternehmen gemeinsam mit Francisco Pérez de Olaguer auf und gründete Ricart y Pérez. Dieses Unternehmen stellte neben Motoren ab 1922 auch Fahrzeuge her, unter anderem einen Rennwagen mit einem 1,5-l-Motor mit zwei obenliegenden Nockenwellen und vier Ventilen pro Zylinder.
Nach dem Rückzug seines Geschäftspartners gründete Ricart 1926 das Unternehmen S.A. Motores y Automóviles Ricart. Auf dem Salon de Paris stellte er 1927 einen Sechszylinderwagen mit 1,5 l Hubraum und Luxuskarosserie vor, für den er eine Mention d’Honneur erhielt. Zusammen mit Felipe Batlló i Godó gründete er 1928 Ricart-España. Unter diesem Namen wurde ein Automobil mit sechs Zylindern und 2,4 l Hubraum vorgestellt. In der Weltwirtschaftskrise musste dieses Unternehmen, das das Autódromo de Sitges-Terramar erworben hatte, jedoch wieder geschlossen werden.
Ab 1929 arbeitete Ricart als selbstständiger Konstrukteur und Berater. Dabei befasste er sich insbesondere mit Dieselmotoren.
Im August 1930 erwarb er den Pilotenschein (in einem Interview von 1972 erklärte er, dass die Flugzeugtechnik seine eigentliche Leidenschaft gewesen sei) und gewann 1932 bei widrigen Witterungsbedingungen die „Vuelta Aerea a la Provincia de Barcelona“ mit seinem eigenen modifizierten Gipsy Moth-Doppeldecker.

### Alfa Romeo
Kurz vor Ausbruch des Spanischen Bürgerkriegs ging Ricart als Ingenieur zu Alfa Romeo nach Mailand. Dort arbeitete er an Sonderprojekten mit. 1938 wurde er Leiter der Entwicklungsabteilung von Alfa Romeo. In dieser Funktion entwarf er verschiedene Renn- und Straßenfahrzeuge, darunter den Tipo 162 mit 3 Litern Hubraum und den Tipo 316 mit einem V-16-Motor.
Im Jahr 1939 entwickelte er den Alfa Romeo Tipo 512, einen Rennwagen mit 1,5-l-Heckmotor und 338 PS, der jedoch nie zum Renneinsatz kam.
Bei Alfa Romeo arbeitete Ricart auch mit Enzo Ferrari zusammen. Der Konflikt zwischen diesen beiden Männern soll der Grund für Ferraris Weggang von Alfa Romeo sein.
Die Arbeit am Modell Gazzella begann Ricart 1943. Dieser 6C 2000 verfügte über eine elegante Pontonkarosserie mit versenkbaren Scheinwerfern, Einzelradaufhängung, Leichtmetall-Sechszylinder mit doppelter obenliegender Nockenwelle und ein Transaxle-Getriebe mit halbautomatischer Betätigung. Nach dem Krieg verfügte Alfa Romeo jedoch nicht mehr über die Mittel, dieses Projekt zu realisieren.
Bei Alfa Romeo konstruierte Ricart auch Flugzeugmotoren, darunter im Jahr 1942 einen Radialmotor mit 28 Zylindern, 50 l Hubraum und 2300 PS, über dessen praktische Verwendung allerdings nichts bekannt ist.

### Pegaso und ENASA

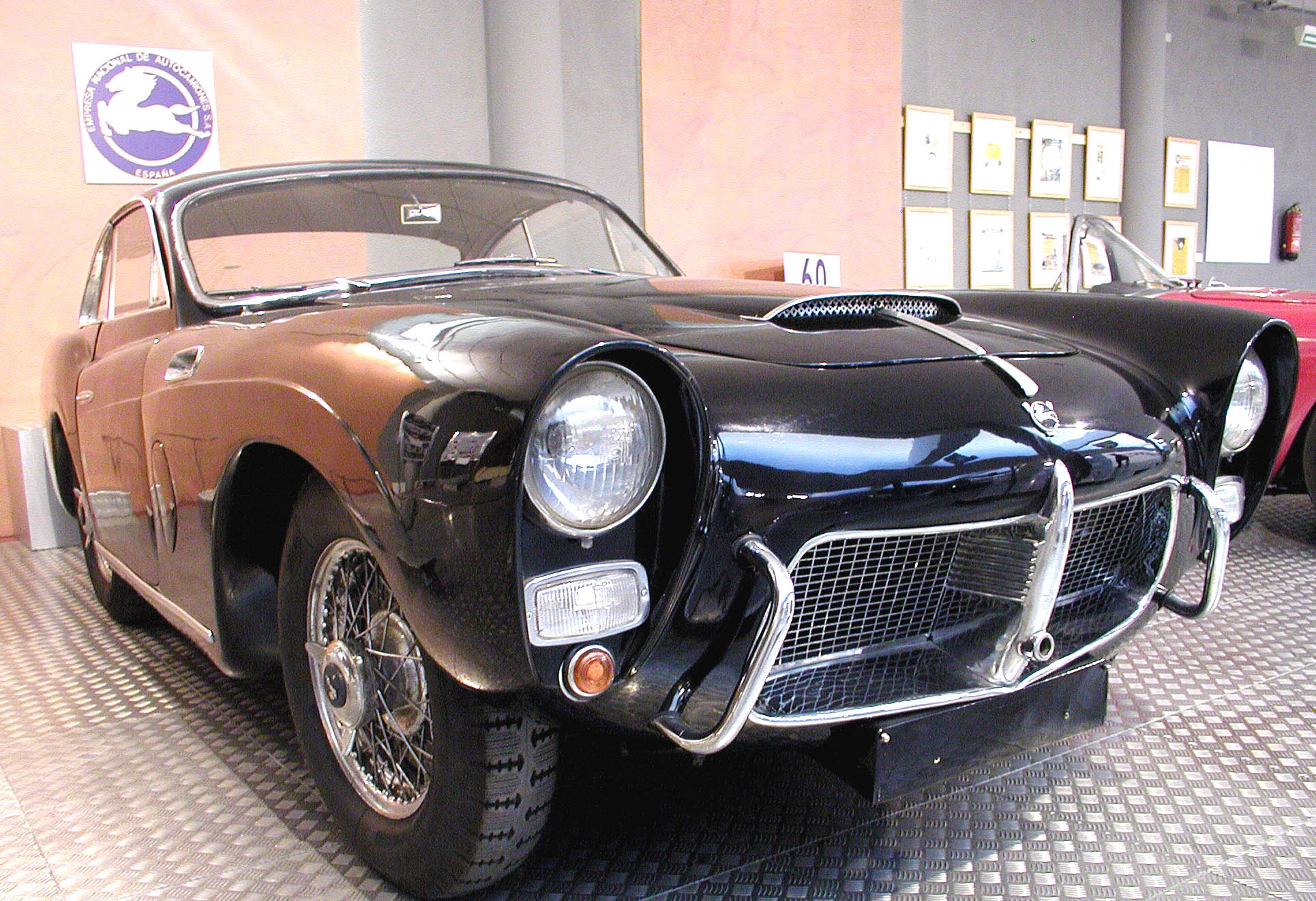
Pegaso Z-102 Saoutchik Coupé

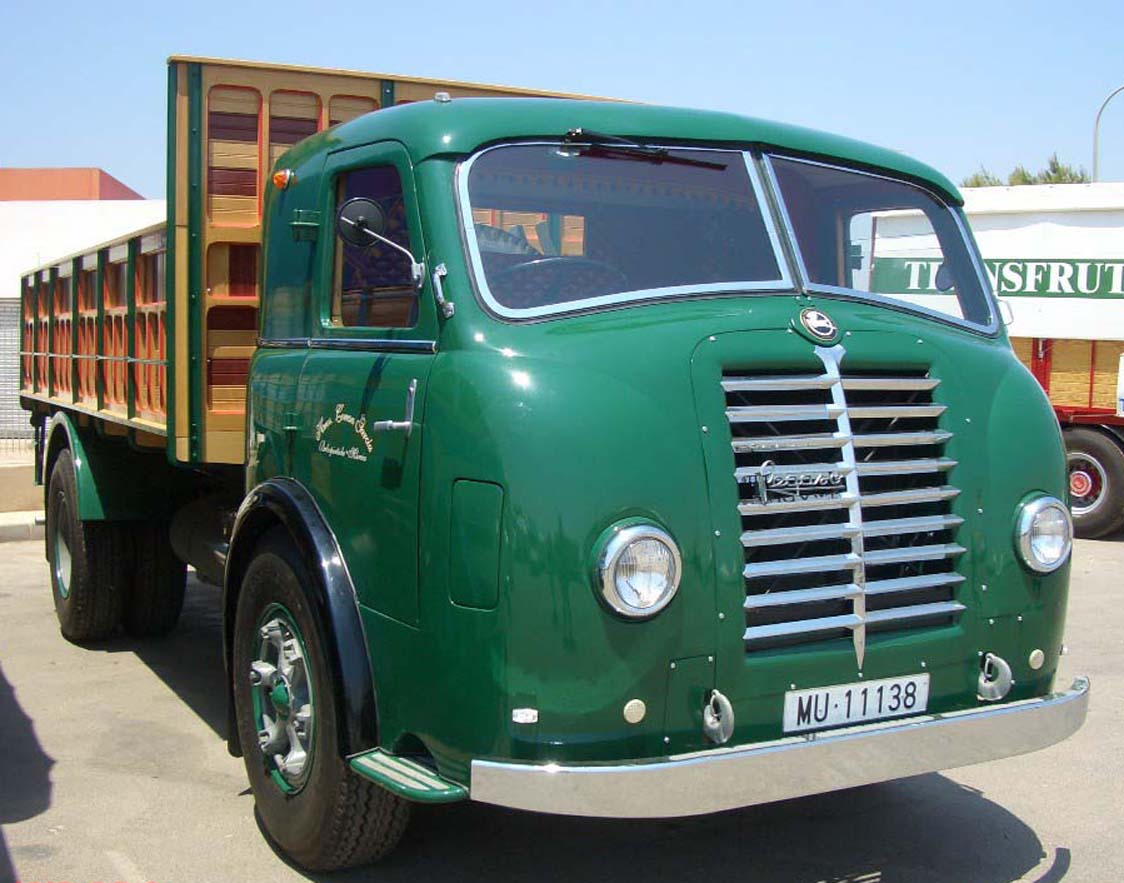
Pegaso-II-Lastwagen aus dem Jahr 1951

Im Frühjahr 1945 kehrte Ricart kurz nach Spanien zurück. Er wollte anschließend in die USA weiterreisen, da ihm ein Angebot von Studebaker unterbreitet worden war. Juan Antonio Suanzes Fernández, Leiter des 1941 gegründeten Instituto Nacional de Industria (INI) konnte ihn jedoch überzeugen, den Wiederaufbau der spanischen Automobilindustrie zu unterstützen und im Januar 1946 das Centro de Estudios Técnicos de Automoción (CETA) mitzubegründen.
Das Zentrum hatte seinen Sitz in Madrid, in dem zu Beginn auch zwei Dutzend Ingenieure des italienischen Herstellers Alfa Romeo tätig waren – von Ricart angeworben.
Im Oktober 1946 wurde die ENASA (Empresa Nacional de Autocamiones S.A.) gegründet. Sie konstruierte und baute ab Oktober 1946 die Pegaso-Lastwagen, die zuerst auf Hispano-Suiza-Modellen basierten. Neben dem ehemaligen Hispano-Suiza-Werk in Barcelona wurde das ENASA-Werk in Barajas gebaut.
1951 wurde der Pegaso Z-102 präsentiert, mit dem Spanien seine wirtschaftliche Leistungsfähigkeit unter Beweis stellen wollte. Im Rückblick erklärte Ricart allerdings, diese Modelle hätten in erster Linie der Ausbildung seiner Techniker gedient.
Ricart arbeitete bis 1958 im CETA.

### Weitere Tätigkeiten
- Ricart nahm auch selbst aktiv an Automobilrennen teil, beispielsweise 1924 mit einem Bugatti.[8]
- Im Jahr 1948 war Ricart Mitbegründer der FISITA (Fédération Internationale des Sociétés d'Ingénieurs des Techniques de l’Automobile), deren Vorsitzender er 1957 bis 1959 war[9] Ebenso gründete er den Verband STA, mit dem Spanien in der FISITA vertreten ist.
- Er war der Konstrukteur des Rex-Mopeds, das 1953 bis 1959 in Barcelona hergestellt wurde.
- Im Jahr 1959 wurde er Verwaltungsratsvorsitzender der S.A. Lockheed de Paris. Unter seiner Führung wurde ein neues, vollautomatisiertes Werk in der Nähe von Beauvais errichtet. 1961 fusionieren Lockheed, Bendix, und Ducellier zur DBA.
- Ricart war Verwaltungsratsmitglied und Mitbegründer von SEAT. Einige Quellen geben seine Verbindungen nach Italien als Grund dafür an, dass SEAT zunächst FIAT-Modelle in Lizenz fertigte.
- Im Spanischen Bürgerkrieg überführte er 1937 unter anderem die dreimotorige Savoia SM-79 von Italien nach Spanien und soll dabei zeitweise unter dem Kommando von Alfredo Kindelán gestanden haben, ohne in dieser Zeit seine Tätigkeit für Alfa Romeo zu unterbrechen.

Seinen Lebensabend verbrachte Ricart in der Schweiz und in Barcelona.

## Trivia
Im Roman Der Fall von Madrid von Rafael Chirbes, dessen Handlung im Jahr 1975 kurz vor Francos Tod spielt, ist der Protagonist Unternehmer und trägt den Namen José Ricart.
Für den Bayerischen Rundfunk entstand im Juni 1985 der Dokumentarfilm „Pegasus ohne Flügel“, der die Geschichte der heute beinahe exotischen Marke auf der Basis von Zeitzeugenerinnerungen und Archivmaterial rekonstruiert. Protagonisten im Film sind u. a. Wilfredo F. Ricart (Sohn des Konstrukteurs), einige seiner Mitarbeiter, Rennfahrer Celso Fernandez und Fürst Metternich. Gesendet wurde der 45-Minuten-Film am 10. Januar 1988.